# Türju
Koordinaten: 57° 59′ N, 22° 1′ O

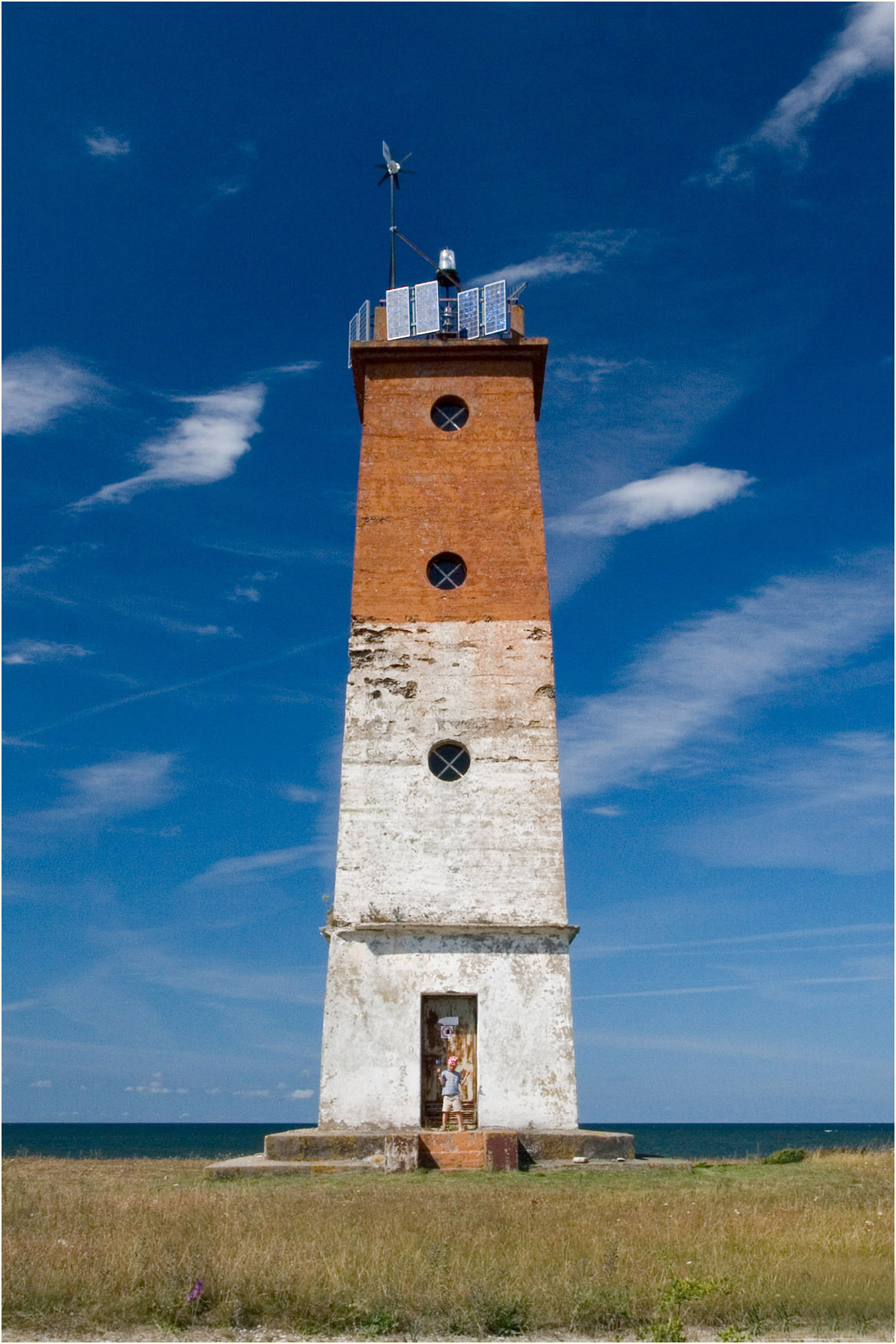
Leuchtturm von Loode

Türju ist ein Dorf (estnisch küla) auf der größten estnischen Insel Saaremaa. Es gehört zur Landgemeinde  Saaremaa (bis 2017: Landgemeinde Torgu) im Kreis Saare.
Der Ort an der Westküste der Halbinsel Sõrve hat sieben Einwohner (Stand 31. Dezember 2011).

## Leuchtturm
Auf dem Gebiet des Ortes befindet sich der 1955 errichtete Leuchtturm vom Loode. Das Betonbauwerk misst 15 Meter. Es liegt 19 Meter über dem Meeresspiegel.